# Rosa Albariño
Élida Rosa Albariño (Villaguay, 1944 - Villaguay, 17 de marzo de 2008). Fue una docente, ecologista, artista plástica, poeta y escritora argentina descendiente de charrúas . El eje en su obra es el continente americano y sus culturas.  

## Recorrido profesional y trayectoria en el movimiento indígena
Rosa Albariño es considerada una líder histórica dentro de la comunidad charrúa. Integró el Movimiento Mundial de Pueblos Indios y el Gran Parlamento Indígena Argentino, fue coordinadora para América del Sur de la Red de Solidaridad y Reciprocidad Indígena, vocera de la Comunidad Charrúa Pueblo Jaguar del Entre Ríos y cofundadora de la Unión de Mujeres del Pueblo Charrúa [UMPCHA].
Participó como disertante y expositora en diversos encuentros culturales y artísticos en todo el continente, donde puso en valor la cultura charrúa y la importancia de promover el bilingüismo en las escuelas de pueblos indígenas. Trabajó transdisciplinariamente con investigadores de la República Oriental del Uruguay en la recuperación y revalorización de la cultura charrúa de Entre Ríos y el Uruguay.
Su obra literaria es abordada en Universidades e Instituciones de América, y su obra plástica, aunque fugaz, explora técnicas utilizadas por sus ancestros tales como las calabazas grabadas a fuego, que datan de la época precerámica. También participó en la elaboración del trabajo plástico musical “Cantata al Alto Sur” junto a artistas de La Plata, Azul, Montevideo y Rosario del Tala, y en la escritura de la obra de teatro “Una Corbata en el Paraíso” acerca de la historia de Villaguay.
Luchó por la conservación del entorno de su localidad natal, participando de la preservación de la actual Reserva Natural La Chinita, proyecto que no logró ver concretado antes de su muerte. Asimismo fue cofundadora de la fundación ecologista S.O.S. Villaguay.
Además de su militancia indígena y su trabajo artístico, se desempeñó como docente en la escuela provincial de nivel medio Justo José de Urquiza de Villaguay.
En 2004, a partir de una encuesta censal, fue reconocida como referente charrúa en Entre Ríos basada en el censo del 2001 que por primera vez reconoce la sangre indígena en 4643 habitantes de la provincia, de los cuales más de la mitad pertenecen a la macro etnia charrúa.

## Reconocimientos
- En 1998 su trabajo integral de recuperación y difusión cultural es declarado de Interés Nacional por la Cámara de Legisladores de la Nación.
- En 2005 fue elegida Mujer del Año para el Día Internacional de La Mujer por el Honorable Consejo Deliberante de Villaguay.
- En 2014, la Cámara de Senadores de la provincia de Entre Ríos, a partir de un proyecto presentado por el Senado Juvenil, declaró el 17 de marzo “Día Provincial de la Mujer de los pueblos Originarios de Entre Ríos” en homenaje al aniversario de su fallecimiento (Ley 1.302/14).[6]

## Publicaciones
- “América…llama” (1996) Poemario Indígena con vocabulario adjunto. Buenos Aires: Versibus
- “El Waikiri”. Premio UNER Poesía y “El Descubrimiento” Premio UNER Cuento (1998). Entre Ríos: EDUNER
- “América…llama” (1999) Buenos Aires: Nueva Generación.
- Publicó numerosos artículos y ensayos en revistas académicas y congresos.